# الربوة (الدلبوز)
الربوة (الدلبوز) قرية سورية سكانها من الشيعة الاثني عشرية تبعد حوالي 15 كم عن مركز مدينة حمص وتحيط بها عدد من القرى كتنونة وخربة التين نور. بلغ عدد سكان الربوة حوالي 8200 نسمة في عام 2017 ميلادي.
ويحد الربوة من جهة الشمال سد تنونة حيث يعد مصدرا لحرفة الصيد المحلية كما يعمل سكان القرية في مجال الخدمات والتجارة إلى جانب الزراعة التي تعد الحرفة الرئيسية لسكان القرية.